# Krakauschatten
Krakauschatten là một đô thị thuộc huyện Murau thuộc bang Steiermark, nước Áo. Đô thị Krakauschatten có diện tích 13,02 km², dân số thời điểm cuối năm 2005 là 308 người.